# Prințul Ernst von Hohenberg
Prințul Ernst Alfons Franz Ignaz Joseph Maria Anton von Hohenberg (17 mai 1904 – 5 martie 1954) a fost al doilea fiu și cel mai mic copil din cei trei ai Arhiducelui Franz Ferdinand al Austriei și a soției lui morganatice, Sofia, Ducesă de Hohenberg.
1. ↑  Katalog der Deutschen Nationalbibliothek, accesat în 17 iulie 2021